# E-hälsa
E-hälsa (skrivs ibland eHälsa) är vårdutövande som tar hjälp av elektroniska processer och kommunikation (sannolikt motsvarande:  tar hjälp av Informatik). Begreppet kan omfatta en rad tjänster i gränslandet mellan medicin, sjukvård och informationsteknik, ibland sammanfattat som Hälsoinformatik (exempelvis e-journaler och elektroniska recept, hälsoinformation för patienter och konsumenthälsoinformatik, rehabilitering i mobilen, demensförebyggande appar, samt telemedicin).

## Definition
Det finns ingen vedertagen definition av begreppet e-hälsa. Däremot används ofta en beskrivning av e-hälsobegreppet som bygger på Världshälsoorganisationens (WHO) definition av hälsa, "ett tillstånd av fullständigt fysiskt, psykiskt och socialt välbefinnande". E-hälsa handlar om att använda digitala verktyg och utbyta information digitalt för att uppnå och bibehålla hälsa", vilket i princip innebär allt från telefoni och mail till digitala blodtrycksmätare och journalföring på dator. I en vidare mening kan elektronisk hälsa innefatta all elektronik eller teknik som används inom vården. Vanligare är dock att termen syftar på nya IT-lösningar och innovationer som förbättrar och förnyar hälsofrämjande arbete och skapar helt nya former av vård och omsorg.
Sedan ett par år förekommer även begreppet m-hälsa (eller mHälsa), det vill säga mobil hälsovård. 

## Exempel på olika typer av e-hälsa

### Mental e-hälsa
Internetbaserad psykologisk behandling med kognitiv beteendeterapi och forskning inom området har pågått sedan 1990-talet, det vill säga i snart 20 år. Resultaten visar att det är en effektiv behandlingsmetod vid bland annat ångestsyndrom och depression. I Sverige pågår en rad olika projekt och program inom området.

### E-journaler och sammanhållen journalföring
Med datorjournalsystem (e-journaler, elektroniska journaler etc.) och sammanhållen journalföring kan vårdpersonal få tillgång till information hos andra vårdgivare som är viktig för diagnos och vård. Som patient kan man få tillgång till sin journal via nätet, bli mer delaktig i sin egen behandling och behöver varken minnas eller återge sin vårdhistorik om man söker hjälp hos en ny vårdgivare.
Det nationella forskningskonsortiet DOME (utveckling av journalen på nätet och andra ehälsotjänster) har bedrivit forskning kring effekter av journalen på nätet för både vårdpersonal och patienter sedan 2011.

### E-recept
E-recept (elektroniska recept) skickas via ett vårdsystem till E-hälsomyndigheten som sedan lagrar receptet i den så kallade receptdepån, ett nationellt register för recept, i väntan på att patienten ska hämta ut sin medicin på ett apotek. Användningen av e-recept innebär en säkrare, snabbare och smidigare recepthantering. Sverige är ett av de länder som är världsledande när det gäller användningen av e-recept. 2016 är 98 procent av alla recept elektroniska i Sverige.

### M-hälsa
Mobil hälsa, m-hälsa eller mHälsa omfattar hälso- och sjukvårdsmetoder där man använder mobil utrustning, som mobiltelefoner, utrustning för patientövervakning, personlig digital assistans och andra trådlösa verktyg. Mobil hälsovård omfattar också appar som kan koppla upp sig mot medicintekniska produkter eller sensorer (exempelvis armband eller klockor) och personliga vägledningssystem, hälsoinformation och påminnelser om medicinering via sms, samt telemedicin som tillhandahålls trådlöst. Det finns uppskattningsvis år 2016 runt 100 000 m-hälsoappar ute på marknaden.

## E-hälsa i Sverige
I mars 2016 tog regeringen och SKL:s styrelse beslut om en ny vision för e-hälsa. Kärnan i visionen är att Sverige ”år 2025 ska vara bäst i världen på att använda digitaliseringen och e-hälsans möjligheter i syfte att underlätta för människor att uppnå en god och jämlik hälsa och välfärd samt utveckla och stärka egna resurser för ökad självständighet och delaktighet i samhällslivet.”
Ett annat koncept är den Nationella e-hälsostrategin från 2010 som är framtagen av sex stycken samverkansorganisationer där bland annat Socialdepartementet, E-hälsomyndigheten, Socialstyrelsen och Sveriges kommuner och landsting (SKL) är med. 
Det finns kopplingar mellan e-hälsa, och eHälsotjänster för patienter och personalens arbetsmiljö.  
Under 2022 använde 83 procent av alla svenskar över 18 år någon form av någon e-tjänst inom sjukvården.